# 欧泽高
欧泽高（1947年—），四川松潘人，藏族，1981年5月加入中国共产党，中华人民共和国官员。
早年毕业于四川师范学院数学系。1983年，历任红原县副县长，县委副书记、县长，县委书记，阿坝州委常委、宣传部部长。1989年2月，任阿坝州委副书记，4月升任阿坝州委书记。1993年，升任四川省副省长、中共四川省委民工委副书记。2002年，担任四川政法委书记。
中国共产党第十五届中央委员会候补委员（1998年10月中共十五届三中全会递补为中央委员），十六届中央委员会候补委员，十七届中央纪律检查委员会委员。